# Еміль Камінскі
Еміль Камінскі (нім. Emil Kaminsky; 9 жовтня 1917, Кверфурт, Німецька імперія — 5 липня 1944, Бобруйськ, БРСР) — німецький військовослужбовець, оберфельдфебель вермахту. Кавалер Лицарського хреста Залізного хреста з дубовим листям.

## Біографія
1 жовтня 1936 року вступив в 53-й піхотний полк. В серпні 1939 року переведений в 9-у роту 455-го піхотного полку. Учасник Французької кампанії. З вересня 1940 року служив у 2-й роті 446-го піхотного полку 134-ї піхотної дивізії. В лютому 1944 року відзначився у боях з партизанами в районі Березини та Прип'яті. З 12 червня 1944 року — заступник ордонанс-офіцера 1-го батальйону свого полку. В липні 1944 року його дивізія була повністю знищена в Бобруйскому котлі, сам Камінскі загинув у бою.

## Нагороди
- Залізний хрест
  - 2-го класу (23 червня 1940)
  - 1-го класу (15 січня 1942)
- Лицарський хрест Залізного хреста з дубовим листям
  - лицарський хрест (15 жовтня 1942)
  - дубове листя (№497; 12 червня 1944)